# معاهدة برشلونة
جرى توقيع معاهدة برشلونة في 19 يناير 1493 بين فرنسا وعرش كتالونيا - أراغون. قامت فرنسا استناداً إلى بنود الاتفاق بإعادة روسيون وسيردانيا لتاج أراغون كتالونيا. في المقابل يتعهد التاج الكتالوني - الأراغوني بالحياد خلال الغزوات الفرنسية في إيطاليا.

## وصلات خارجية
- الموسوعة البريطانية - إسبانيا
- معاهدات السلام الثلاث بين 1492-1493